# Scudo maltese
Lo scudo maltese è la valuta ufficiale del Sovrano Militare Ordine di Malta. Lo scudo è ancorato all'euro.
È stato anche la moneta ufficiale di Malta dal XVI secolo, durante il governo dei cavalieri ospedalieri, terminato nel 1798. 

## Storia
Si suddivideva in 12 tarì, a loro volta divisi in 20 grani e questi ultimi in 6 piccioli per grano.
Gli antichi valori della moneta erano i seguenti: 1, 2½, 5 e 10 grani; 1, 2, 4 e 6 tarì; 1, 1¼, 1⅓, 2, 2½, 5, 10 e 20 scudi. I grani e la moneta da 1 tarì erano di in rame, con le monete da 2½ grani denominate come 15 piccioli. Le monete da 2, 4 e 6 tarì, e quelle da 1, 1¼, 1⅓, 2 e 2½ scudi erano coniate in argento, con quelle da 1¼, 1⅓ e 2½ scudi denominate come 15, 16 e 30 tarì rispettivamente. Le monete da 5, 10 e 20 scudi erano coniate in oro.
Lo scudo circolò anche dopo il 1798, cioè dopo la breve occupazione francese dell'isola di Malta, e solo nel 1825 fu rimpiazzato dal sterlina britannica, al cambio di una sterlina per 12 scudi.
L'ordine, che ha personalità giuridica internazionale e ora ha la propria sede a Roma, adotta ufficialmente lo scudo come moneta ma, dal 1961, essa viene emessa solo per la numismatica e come ricordo per i turisti; ugualmente accade per i tarì e i grani. Il tasso di conversione con l'Euro è: 1 Scudo = 0,24 Euro.
Le monete vengono coniate dalla zecca propria dello SMOM: tali monete infatti riportano il segno di zecca proprio, ovvero una croce ottagona con le iniziali S M O M nei quattro campi da essa formati.
Vengono coniate monete in argento da 1 e 2 scudi, in oro da 5 e 10 Scudi, in bronzo da 10 grani ed in argento da 9 tarì.